# Paul Maxwell (Schauspieler)
Paul Maxwell (* 12. November 1921 in Winnipeg, Manitoba; † 19. Dezember 1991 in London, England) war ein kanadischer Schauspieler.

## Leben
Paul Maxwell begann seine Karriere 1957 in den Vereinigten Staaten. Bereits im Jahr darauf hatte er zahlreiche Gastrollen in erfolgreichen Formaten wie Alfred Hitchcock Presents und Polizeibericht. Zu Beginn der 1960er Jahre zog er nach England, wo er seine Karriere in Film und Fernsehen fortsetzen konnte. So spielte er 1961 in zwei Folgen von Geheimauftrag für John Drake und hatte 1963 eine Nebenrolle in Guy Hamiltons Plädoyer für einen Mörder neben Robert Mitchum. Ab 1962 sprach er Colonel Steve Zodiac in Gerry und Sylvia Andersons Supermarionation-Serie Fireball XL5, weitere Rollen sprach er für Andersons Captain Scarlet und die Rache der Mysterons und im Spielfilm Feuervögel startbereit. Mitte der 1960er Jahre spielte er zudem Theater am Londoner West End und hatte in der Seifenoper  Coronation Street eine wiederkehrende Rolle.  Ab Mitte der 1970er Jahre erhielt er neben seinen Fernsehrollen auch wieder vermehrt Engagements in größeren Kinoproduktionen, zuletzt in James Camerons Horrorfilm Aliens –  Die Rückkehr und Steven Spielbergs Indiana Jones und der letzte Kreuzzug.

## Filmografie (Auswahl)
Kino
- 1957: Tod in kleinen Dosen (Death in Small Doses)
- 1957: Blood of Dracula
- 1958: Der blonde Köder (The True Story of Lynn Stuart)
- 1958: Der Satan mit den tausend Masken (How to Make a Monster)
- 1958: Im Pazifik ist der Teufel los (Submarine Seahawk)
- 1959: Wenn das Blut kocht (Never So Few)
- 1960: Anruf genügt – komme ins Haus (Bells Are Ringing)
- 1962: Auf zur Navy (We Joined the Navy)
- 1963: Mein Schiff fährt zu dir (Follow the Boys)
- 1963: Bis das Blut gefriert (The Haunting)
- 1963: Auf Zorros Spuren (La cieca di Sorrento)
- 1964: Plädoyer für einen Mörder (Man in the Middle)
- 1965: Der Tag danach (Up from the Beach)
- 1965: Scharfe Küsse für Mike Forster (City of Fear)
- 1966: Feuervögel startbereit (Thunderbirds Are Go, Sprechrolle)
- 1967: Die 25. Stunde (La Vingt-cinquième Heure)
- 1967: It – Der Golem lebt! (It!)
- 1967: …und Scotland Yard schweigt (The Man Outside)
- 1970: Krieg im Spiegel (The Looking Glass War)
- 1972: In den Fängen der Madame Sin (Madame Sin)
- 1973: Baxter und die Rabenmutter (Baxter!)
- 1974: Percy – Der Potenzprotz (Percy’s Progress)
- 1976: Inspektor Clouseau, der „beste“ Mann bei Interpol (The Pink Panther Strikes Again)
- 1977: Die Brücke von Arnheim (A Bridge Too Far)
- 1983: Sahara
- 1985: Rhapsodie in Blei (Rustlers’ Rhapsody)
- 1986: Aliens – Die Rückkehr (Aliens)
- 1989: Indiana Jones und der letzte Kreuzzug (Indiana Jones and the Last Crusade)

Fernsehen
- 1957: General Electric Theater (Fernsehserie, Folge 5x24)
- 1958: Streifenwagen 2150 (Highway Patrol, Folge 3x17)
- 1958: Dezernat M (M Squad, 2 Folgen)
- 1958–1960: Alfred Hitchcock präsentiert (Alfred Hitchcock Presents, 5 Folgen)
- 1959–1961: Abenteuer unter Wasser (Sea Hunt, 3 Folgen)
- 1960: Bronco (Folge 2x10)
- 1961: Geheimauftrag für John Drake (Danger Man, 2 Folgen)
- 1962–1963: Fireball XL5 (36 Folgen)
- 1966: Simon Templar (The Saint, Folge 5x05)
- 1966–1967: Der Baron (The Baron, 2 Folgen)
- 1967: Coronation Street (57 Folgen)
- 1967–1968: Captain Scarlet und die Rache der Mysterons (Captain Scarlet and the Mysterons, 12 Folgen, Sprechrolle)
- 1969: Randall & Hopkirk – Detektei mit Geist (Randall and Hopkirk (Deceased), Folge 1x23)
- 1970: UFO (Fernsehserie, Folge 1x08)
- 1972: Gene Bradley in geheimer Mission (The Adventurer, Folge 1x07)
- 1973: Niemand konnte sie retten (And No One Could Save Her, Fernsehfilm)
- 1973: Pollyanna (Miniserie, 3 Folgen)
- 1978: Simon Templar – Ein Gentleman mit Heiligenschein (Return of the Saint, Folge 1x14)
- 1979: Das Geheimnis der Aphrodite (The Aphrodite Inheritance, Miniserie, 8 Folgen)
- 1979: Emmerdale (10 Folgen)
- 1984: Als Amerika nach Olympia kam – Die ersten Olympischen Spiele der Neuzeit in Athen (The First Olympics: Athens 1896, Miniserie)
- 1986: Strong Medicine – Tödliche Dosis (Strong Medicine, Fernsehfilm)
- 1987: Die Wiederkehr von Sherlock Holmes (The Return of Sherlock Holmes, Fernsehfilm)
- 1987: Cloud Waltz – Wolkenträume (Cloud Waltzing, Fernsehfilm)
- 1990: Danger Bay (Folge 6x20 Verloren)
- 1990: Perry Mason und der falsche Tote (Perry Mason: The Case of the Desperate Deception, Fernsehfilm)
- 1991: Agenten auf Abruf (Sleepers, Miniserie, 2 Folgen)